# Prosaptia venulosa
Prosaptia venulosa är en stensöteväxtart som först beskrevs av Bl., och fick sitt nu gällande namn av Michael Greene Price. Prosaptia venulosa ingår i släktet Prosaptia och familjen Polypodiaceae. Inga underarter finns listade.